# Moment silni
Moment silni – dla danego rozkładu prawdopodobieństwa lub ustalonej zmiennej losowej {\displaystyle X} funkcja postaci
{\displaystyle \mathbb {E} [X^{\underline {n}}],}
gdzie:
{\displaystyle X^{\underline {n}}=X(X-1)(X-2)\cdots (X-n+1)}
oznacza {\displaystyle n}-tą silnię dolną zmiennej {\displaystyle X.} Mówi się wtedy o {\displaystyle n}-tym momencie silni.

## Przykłady i zastosowania
Jeśli {\displaystyle X} ma rozkład Poissona z wartością oczekiwaną {\displaystyle \lambda ,} to n-tym momentem silni zmiennej {\displaystyle X} jest
{\displaystyle E[X^{\underline {n}}]=\lambda ^{n}.}
Momenty silni pojawiają się w naturalny sposób podczas obliczania momentów rozkładów dyskretnych za pomocą funkcji tworzących prawdopodobieństwa.